# Erigone albescens
Erigone albescens là một loài nhện trong họ Linyphiidae.
Loài này thuộc chi Erigone. Erigone albescens được Richard C. Banks miêu tả năm 1898.